# Самхара-мурті
Самхара-мурті — немилостиві форми Шиви. Цілий ряд зображень Шиви в грізному (жахливому, руйнівному) аспекті. У цьому аспекті з напіввідчиненого рота божества визирають ікла, очі витріщені, у руках (яких може бути чотири і більш) він несе різну зброю.
До Самхара-мурті відносяться :
- Канкала-муртф Бгайрава
- Ґаджасура-самхара-мурті
- Тріпурантака-мурті
- Сарабгеша-мурті
- Каларі-мурті
- Брахма-ширса-чедака-мурті
- Камантака-мурті
- Андгакасура-вадга-мурті